# Dinastia Han Posterior (cinco dinastias)
A Dinastia Han Posterior (em chinês simplificado: 后汉, em chinês tradicional: 後漢, em pinyin: Hòu Hàn) foi fundada em 947. Era a quarta das cinco dinastias e a terceira dinastia consecutiva de Shatuo. Esteve entre os mais curtos regimes chineses, durando somente três anos, antes de ser superado por uma rebelião que conduziu a fundação da dinastia Zhou posterior.

## Estabelecimento da dinastia Han posterior
Liu Zhiyuan foi o regulador militar de Bingzhou, uma área em torno de Taiyuan em Shanxi atual, uma área que foi por muito tempo uma fortaleza da tribo de Shatuo. Entretanto, a dinastia Jin posterior, que seria era uma dinastia fraca e era apenas um fantoche do império de Khitan ao norte. Quando Jin posterior finalmente decidiu provocar Khitan, emitiram uma expedição para o sul que conduziu à destruição da dinastia Jin posterior.
Khitan morreu de uma doença em maio 947. A combinação da queda da dinastia Jin posterior e a crise da sucessão de Khitan conduziu a um vácuo de poderio. Liu Zhiyuan preencheu esse vácuo e fundou a Dinastia Han posterior.

## Extensão territorial
Liu Zhiyuan estabeleceu seu capital em Bian, atualmente Kaifeng. Han posterior possuía essencialmente o mesmo território que a dinastia Jin posterior. Englobava os estados sulistas, desde o mar da China Oriental, até aproximadamente o rio Amarelo e o rio Yangtze, o noroeste ao longo da beira do norte de Sichuan e o oeste como Shaanxi. No norte, incluiu muito de Shaanxi e de Hebei, exceto as dezesseis prefeituras, que foram perdidas pela dinastia Jin posterior e que foi englobado pela dinastia Liao.

## Dinastia breve
A dinastia Han posterior está entre os regimes mais curtos da história da China. Liu Zhiyuan morreu no ano em que fundou a dinastia, sendo sucedido por seu filho adolescente. A dinastia durou dois anos e mais tarde quando Guo Wei, um chinês de Han conduziu um golpe militar e se declarou imperador da dinastia Zhou posterior.

## Morte da Dinastia Han Posterior
Os restos da dinastia  Han posterior retornaram à fortaleza tradicional nas tribos de Shatuo de Shanxi e estabeleceram o reino do norte de Han, referido às vezes como Han oriental. Sob a proteção da dinastia Liao, podia permanecer independente da dinastia Zhou posterior. A dinastia Sung emergiu das cinzas da dinastia Zhou posterior em 960 e emergeu como uma presença forte, estabilizando a China do norte. Embora tenha tido sucesso em trazer os estados sulistas para seu controle, um processo terminado essencialmente em 978. De fato, a existência continuada de Han do norte era um dos dois espinhos nas relações de Liao-Sung. Finalmente, a dinastia Sung pode incorporar o Han do norte em seu território em 979, essencialmente terminando a reunificação da China, à exceção das dezesseis prefeituras, que permaneceriam nas mãos da dinastia Liao.

## Soberanos da Dinastia Han Posterior
| Nome de Templo | Nomes póstumos                                          | Nome pessoais                                                      | Anos do Reinado | Nomes de eras e sua escala de anos |
| -------------- | ------------------------------------------------------- | ------------------------------------------------------------------ | --------------- | ---------------------------------- |
| Gāozǔ 高祖     | Não possui                                              | Liǔ Zhīyuǎn Chinês simplificado 刘知远; Chinês Tradicional 劉知遠  | 947-948         | Tiānfú 天福 947                    |
| Não possuí     | Yǐndì Chinês simplificado 阴帝; Chinês Tradicional 隱帝 | Liǔ Chéngyòu Chinês simplificado 刘承祐; Chinês Tradicional 劉承祐 | 948-950         | Qiányòu 乾祐 948                   |